# 1860 en sport
Cet article présente les faits marquants de l'année 1860 en sport.

## Aviron
- 31 mars : The Boat Race entre les équipes universitaires d'Oxford et de Cambridge. Cambridge s'impose[1].
- 24 juillet : régate universitaire entre Harvard et Yale. Harvard s'impose[2].

## Badminton
- En croisant le jeu de paume (raquette et filet) avec le jeu ancestral asiatique de « l’oiseau » (volant), les Britanniques stationnés en Inde inventent un sport qui prend le nom de « Poona », futur Badminton[3].

## Balle au tambourin
- Fondation à Lunel d’une équipe de jeu de tambourin, version locale du jeu de paume[4]. Les Italiens revendiquent la paternité de ce sport typique de l’Hérault également très pratiqué en Italie.

## Baseball
- 7 avril : fondation du club américain de baseball de Philadelphia Athletics[5].
- 22 septembre : début de la tournée du club de baseball new-yorkais, « Excelsior Baseball Club of Brooklyn » qui évolue à Washington et en Nouvelle-Angleterre[6]. Dès avant la guerre civile, les clubs new-yorkais se disputaient âprement les meilleurs joueurs. Comme le signale les auteurs américains, rien à voir ici avec les manières européennes de gentlemen.
- 29 octobre : les Brooklyn Atlantics remportent le 4e championnat de baseball de la NABBP avec 12 victoires, 2 nuls et 2 défaites[6].

## Boxe
- 17 avril : un des plus célèbres combats de l'époque du pugilat se déroule à Farnborough, Hampshire, quand l'anglais Tom Sayers rencontre l'américain John C. Heenan dans ce qui est en fait un combat de championnat du monde. Après 42 rounds, la foule fait irruption sur le ring et le combat est arrêté, les deux boxeurs ayant pris de lourdes sanctions, bien que Heenan a apparemment eu l'avantage. Le résultat est un tirage au sort[7].
- 5 novembre : Tom Paddock combat Sam Hurst pour le titre vacant du championnat poids lourd d'Angleterre dans le Berkshire. Hurst gagne en seulement cinq reprises et la ceinture de champion que détenait Tom Sayers est attribuée à Sam Hurst[8].

## Football
- Fondation du club anglais de football d'Hallam FC (Norfolk). Ce club évolue depuis cette date au stade de Sandygate, plus ancienne enceinte de football encore en activité[9].
- Fondation du club suisse de football Lausanne Football and Cricket Club[10].

## Golf
- 17 octobre : première édition de l'Open britannique. L'Écossais Willie Park, Sr. s’impose à Prestwick sur sept autres concurrents après trois parcours de douze trous[11].

## Joutes nautiques

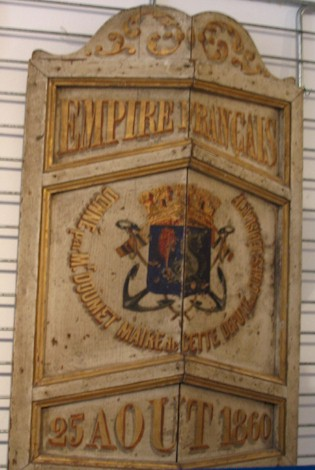
Bouclier offert au vainqueur de l'édition 1860 du Grand Prix de la Saint-Louis

- 25 août : Martin, dit lou Gauche, et Marques, lou Grand Tambour, remportent à égalité le Grand Prix de la Saint-Louis à Sète[12].

## Omnisports
- 17 mai : fondation du club omnisports allemand du « TSV Munich 1860 ». La section football ne commence ses activités qu'en 1899[13].

## Rugby
- Fondation du club anglais de football (rugby) de Blackheath FC[14].

## Sport hippique
- Angleterre : Thormanby gagne le Derby d'Epsom[15].
- Angleterre : Anatis gagne le Grand National[16].
- France : Beauvais gagne le Prix du Jockey Club[17].
- France : Surprise gagne le Prix de Diane[18].

## Naissances
| - 1er janvier : Alice Simpson, joueuse de tennis britannique. († 18 février 1939). - 12 janvier : Louis Dutfoy, tireur français. († 7 août 1904). - 28 février : Basil Spalding de Garmendia, joueur de tennis américain. († 9 novembre 1932). - 26 mars : - Theo Harding, joueur de rugby à XV gallois. († 13 juillet 1919). - André Prévost, joueur de tennis français. († 15 février 1919). - 5 avril : Harold Barlow, joueur de tennis britannique. († 16 juillet 1917). - 20 avril : Justinien Clary, tireur puis dirigeant sportif et avocat français. Président du COF de 1913 à 1933 et membre du CIO. († 13 juin 1933). - 1er juillet : Bob Seddon, joueur de rugby à XV anglais. († 15 août 1888). |  | - 27 août : André Vacherot, joueur de tennis français. († 22 mars 1950). - 28 août : James McAulay, footballeur écossais. († 13 janvier 1943). - 11 septembre : James Allan, joueur de rugby à XV néo-zélandais. († 2 septembre 1934). - 1er octobre : Giovanni Battista Ceirano, pilote de courses automobile, homme d'affaires et ingénieur italien. († 24 septembre 1912). - 16 octobre : Étienne van Zuylen van Nyevelt, cavalier, pilote de course automobile, homme d'affaires et philanthrope belge. Président de la FIA de 1904 à 1931. († 8 mai 1934). - 28 octobre : Jigorō Kanō, inventeur du judo. († 4 mai 1938). - 13 novembre : Torjus Hemmestveit, skieur de nordique norvégien et américain. († 13 juin 1930). - 21 décembre : John Rawlinson, footballeur anglais. († 14 janvier 1926). - 31 décembre : Horace Lyne, joueur de rugby à XV gallois. († 1er mai 1949). |